# Cylindrophis boulengeri
Cylindrophis boulengeri là một loài rắn trong họ Cylindrophiidae. Loài này được Roux mô tả khoa học đầu tiên năm 1911.